# Сыктывкар (аэропорт)
Аэропорт Сыктывкар имени Петра Истомина — международный аэропорт федерального значения в городе Сыктывкаре, столице Республики Коми. В 2018 году по итогам всероссийского конкурса «Великие имена России» аэропорту присвоено имя первого коми лётчика Петра Истомина.
Аэропорт находится вблизи центра города, недалеко от местечка Кируль. Рядом с аэропортом располагается гостиница, остановка городских автобусов, в том числе и междугороднего маршрута до города Ухта (маршруты 3, 5, 174, 567).

## История
- 14 августа 1925 года — на реке Сысоле близ Усть-Сысольска совершил посадку первый агитационный самолёт-гидроплан (водоплан) типа «Юнкерс» Центрального совета Авиахима. Самолёт назывался «Смычка города с деревней». Экипаж состоял из трёх человек (И. А. Вахлаков, В. Б. Копылов, Х. С. Клочко). В пределах области самолёт появился 12 августа. Это было знакомство жителей Усть-Сысольска и вообще южных районов края с авиацией.
- 2 ноября 1929 года приказом Управления Всероссийского общества «Добролёт» была открыта воздушная линия Архангельск — Сыктывкар.
- 5 февраля 1930 года — В Усть-Сысольске на льду реки Сысолы близ местечка Париж совершил посадку первый самолёт «Дорнье-Комета» общества «Добролёт» (будущий Аэрофлот) с пассажирами, выполнивший первый рейс по авиамаршруту Архангельск — Котлас — Усть-Сысольск.
- 1930 год — в Сыктывкаре появилось первое лётное поле.
- В 1931 году в Сыктывкаре началось строительство сухопутного аэродрома и аэродрома для гидросамолетов[5].
- 14 февраля 1933 года открыто воздушное сообщение по маршруту Сыктывкар — Котлас, Березники — Архангельск для пассажиров, грузов и воздушной почты. Вылеты самолёта из Сыктывкара осуществлялись 15, 18, 21, 24, 28 февраля в 7 час. 30 мин. утра. Стоимость билета до Котласа составляла 120 рублей, до Березников 200 рублей; до Архангельска 270 рублей[5].
- 1934 год — лётное поле было перенесено в местечко Кируль на место земель колхоза им. Кирова, также была оборудована радиостанция, с её помощью осуществлялась связь с Котласом.
- В 1935 году — открыт авиамаршрут Архангельск — Нарьян-Мар — Усть-Уса — Абезь — Воркута, выполнявшийся на самолёте Р-5.
- 1936 год — открыта авиалиния Сыктывкар — Ухта — Абзель. 20 января 1936 года начались регулярные авиарейсы Сыктывкар — Котлас — Архангельск. Этим же летом организован аэропорт в Троицко-Печорске.
- 1938 год — открыта авиалиния Сыктывкар — Объячево — Киров. Полёты осуществлялись на самолёте По-2
- 1940 год — Пилоты Сыктывкарского лётного подразделения стали постоянно обслуживать местные воздушные линии в Ухту, Усть-Цильму, Ижму, Усть-Усу, Кожву, Усть-Кулом, Троицко-Печорск, Объячево, Княжпогост, Киров, Котлас и Архангельск
- 1948 год — на самолёте Ли-2 был совершён первый пассажирский рейс по маршруту Москва — Горький — Сыктывкар — Воркута. В этом же году в Сыктывкаре был открыт первый аэровокзал со штабом.
- 1951 год — из Сыктывкара начали летать первые вертолёты.
- В 1957 году — Открыты авиалинии Москва — Горький — Киров — Сыктывкар — Воркута — Каменный — Норильск и Сыктывкар — Горький — Воронеж — Краснодар обслуживающимися самолётами Ил-14.
- 1959 год — В декабре в Сыктывкар прибыл первый турбовинтовой многоместный (132 пассажира) самолёт Ан-10. С 1960 года на этом лайнере начали выполняться регулярные рейсы в Москву и другие города России.
- Декабрь 1959 года — Началась реконструкция взлётно-посадочной полосы: вместо грунтовой была построена бетонированная.
- В 1970-е годы было построено здание аэровокзала и комплекс сооружений вокруг него.
- 1973 год — Начались полёты на турбореактивных самолётах Ту-134, а затем Як-40. 12 марта в аэропорт Сыктывкар доставлен для эксплуатации с авиационного завода первый турбореактивный пассажирский самолёт Ту-134А, 1 апреля состоялся первый авиарейс из Сыктывкара на самолёте Ту-134А
- 1974 год — Удлинена взлётно-посадочная полоса, её длина составила 2500 метров.
- 1974 год — В декабре аэропорт Сыктывкар стал восьмым аэропортом в СССР, осуществляющим прием самолётов по минимуму погоды первой международной категории. Посадка самолётов обеспечивалась в автоматическом режиме до высоты облаков 60 метров при горизонтальной видимости 800 метров.
- 1978 год — Открыт пассажирский павильон, соединённый переходом со старым зданием аэропорта.
- 8 мая 1996 года — распоряжением Правительства РФ № 729-р аэропорт Сыктывкар открыт для международных полётов[6]
- 2013 год — Капитальный ремонт терминала внутренних авиалиний и внешний косметический ремонт обоих терминалов.
- 2021 год — Капитальный ремонт международного терминала[7].

## География полётов[5]
1957 — Открыты авиалинии Москва-Горький-Киров-Сыктывкар-Воркута-Мыс Каменный- Норильск и Сыктывкар- Горький- Воронеж- Краснодар- Адлер.
1958 — Сыктывкар-Горький-Воронеж-Минеральные Воды.
1959 — Норильск-Воркута-Сыктывкар-Адлер и Воркута-Сыктывкар-Ленинград.
1961 — Сыктывкар-Киров-Ижевск-Свердловск.
1964 — Сыктывкар-Москва-Краснодар-Сочи и Сыктывкар-Архангельск.
1966 — Сыктывкар-Ижевск-Казань, Сыктывкар-Ижевск-Уфа и Сыктывкар-Киров-Пермь.
1967 — Сыктывкар-Казань-Минводы, Печора-Сыктывкар-Москва, Печора-Сыктывкар-Горький-Донецк-Симферополь, Печора-Сыктывкар-Горький-Киев, Архангельск-Сыктывкар-Свердловск, Сыктывкар-Ижевск-Казань-Саратов.
1968 — Сыктывкар-Киров-Пенза-Волгоград-Минводы, Сыктывкар-Киров-Пенза-Воронеж-Ростов-на-Дону, Сыктывкар-Ленинград-Минск-Киев-Одесса и Ухта-Сыктывкар-Ленинград.
1969 — Воркута-Сыктывкар-Горький-Донецк-Симферополь, Воркута-Сыктывкар-Горький-Краснодар-Сочи, Сыктывкар-Котлас-Ярославль и Воркута-Сыктывкар-Свердловск.
1970 — Сыктывкар-Киров-Пенза-Харьков, Сыктывкар-Салехард, Сыктывкар-Уфа-Куйбышев, Сыктывкар-Вологда-Новгород-Рига, Сыктывкар-Ленинград-Кишинев.
1972 — Сыктывкар-Свердловск-Омск-Барнаул.
1975 — Салехард-Ухта, Ухта-Салехард-Надым, Инта-Ухта-Киров-Надым, Сыктывкар-Куйбышев-Анапа, Архангельск-Нарьян-Мар-Воркута-Норильск.
1976 — Сыктывкар-Петрозаводск-Минск-Львов, Воркута — Анапа, Воркута — Харасавей.
1977 — Сыктывкар-Томск.
1978 — Кослан-Сыктывкар-София, Сыктывкар-Вуктыл, Сыктывкар-Ижма, Сыктывкар-Кослан, Ухта-Сочи, Сыктывкар-Кустанай-Семипалатинск, Сыктывкар-Усть-Каменогорск, Усинск-Киров-Казань и Усинск-Пермь-Ухта.
1979 — Сыктывкар-Чебоксары-Минеральные воды, Сыктывкар-Кокчетав, Сыктывкар-Новосибирск.
1985 — Сыктывкар-Варна.
1989 — Сыктывкар-Бургас.

## Технические данные
Аэродром класса В, способен принимать самолёты Ан-12, Ан-148, Ил-76, Ту-154, Ту-204, Airbus A320-200, А321-100, А321-200, A330-200, ATR 72, Boeing 737-800/900, Boeing 757-200, Embraer ERJ-145, Embraer E-190, Sukhoi Superjet 100 и все более лёгкие, а также вертолёты всех типов.
Взлётно-посадочная полоса ИВПП 36/18, 2500×45 м, Классификационное число ВПП (PCN) 49/F/D/X/T. Покрытие — асфальтобетон.

## Пункты назначения и перевозчики
В 2022 году из аэропорта выполняются рейсы:

## Строительство нового международного терминала
О необходимости строительства нового международного терминала речь шла ещё в конце 2015 года на встрече временно исполняющего обязанности главы Коми Сергея Гапликова с тогда ещё министром развития промышленности и транспорта республики Андреем Самоделкиным и гендиректором «Комиавиатранса» Александром Пономаревым. Руководитель «Комиавиатранса» отмечал низкую пропускную способность действующего терминала, которая не позволяет принимать большее количество рейсов. Тем временем в связи с планируемым увеличением авиапарка и, соответственно, ростом объёма пассажирских перевозок, необходимость в расширении международного терминала стала чувствоваться острее.
О том, что международный сектор аэропорта Сыктывкара ждет обновление, стало известно в июне 2012 года. В феврале 2013-го заговорили о реконструкции, увеличении площади размещения пассажиров международного сектора и открытии дополнительной линии паспортного контроля, что должно было увеличить пропускную способность терминала. Спустя год, в феврале 2014-го сообщалось, что на проектирование здания и начало работ из республиканского бюджета направлено 25 миллионов рублей, второй транш предполагается выделить в 2015 году. Ввести его в строй власти планировали в 2017 году.
В июле 2021 года завершился капитальный ремонт международного терминала, строительство нового международного терминала было отложено на неопределенный срок по причине отсутствия источников финансирования.

## Показатели деятельности
| год             | 2014  | 2015  | 2016  | 2017  | 2018  | 2019  | 2020  | 2021  |
| тыс. пассажиров | 450,4 | 440,5 | 449,1 | 511,6 | 564,0 | 549,7 | 370,5 | 547,0 |
| Источники:      |       |       |       |       |       |       |       |       |

## Заброшенный аэропорт
Кроме действующего, в Сыктывкаре есть заброшенный недостроенный аэропорт. Он расположен в 20 км от города, в местечке Соколовка. Стройка началась в конце 1980-х годов, затем проект был заморожен.
Но также 2 апреля 2012 году президент России Дмитрий Медведев и глава Коми Вячеслав Гайзер обсудили вопрос о «замороженном» аэропорте в местечке Соколовка под Сыктывкаром, сообщает агентство «Комиинформ» со ссылкой на телеканал «Юрган». Глава республики отметил:
Все мы прекрасно понимаем, что аэропорт, находящийся в центре города - далеко не самое лучшее решение. Тем более, что достаточно большой объем работ в Соколовке был выполнен.

По словам Гайзера, в федеральной программе развития транспортной инфраструктуры реконструкция аэропортового хозяйства предусматривается, но часть средств на строительство необходимо будет получить в виде инвестиций.
В случае, если все процедурные вопросы федерация выполнит – оформит надлежащим образом документы и передаст республике, мы готовы вместе с заинтересованными структурами достроить его, оптимизировав проект с учетом сегодняшнего пассажиропотока,
— заключил глава региона.
В 2021 году власти Коми отказались от достройки аэропорта в Соколовке. Об этом сообщили в Госсовете республики. Как отметила заместитель председателя правительства Коми Эльмира Ахмеева, аэропорт Сыктывкара способен закрыть все потребности в перевозках. Кроме того, его главное конкурентное преимущество для развития бизнес-контактов и туризма это удобное расположение в центре города.

## Происшествия
7 ноября 1938 года в тайге совершил вынужденную посадку самолёт По-2, на котором из пос. Пезмог в Сыктывкар летел начальник Локчимлага Вульф. Пассажиры и лётчик остались в живых.
16 июля 1945 года сбился с пути и приземлился в городе Соликамске самолёт С-2, летевший по маршруту Сыктывкар-Ухта.
24 мая 1946 года произошла авария самолёта С-2, выполнявшего патрулирование лесов в районе Ухты. Лётчики решили погонять лося, снизились и врезались в лес. Жертв не было.
1 февраля 1947 года из-за плохой подготовки к полёту потерпел аварию самолёт С-2, вылетевший из Усть-Цильмы. Жертв не было.

22 июня 1947 года вылетевший из Сыктывкара самолёт По-2 совершил вынужденную посадку близ деревни Старый Крюк Кировской области. Жертв не было. 
20 июля 1960 года самолёт Ил-14, следовавший из Ленинграда в Сыктывкар, потерпел катастрофу в Архангельской области в 87 км юго-западнее аэропорта Сыктывкар. Причиной катастрофы стало попадание самолёта в грозовую облачность; под влиянием больших перегрузок самолёт начал разрушаться в воздухе, потерял управляемость, упал в лес, взорвался и сгорел. Остатки самолёта были найдены только 31 июля. Погибло 23 человека.

В декабре 1960 года потерпел катастрофу ещё один Ил-14 Сыктывкарской авиагруппы, выполнявший полёт по маршруту Горький — Сыктывкар. 
8 февраля 1963 года самолёт Ан-10А выполнявший тренировочный полёт потерпел катастрофу в окрестностях Сыктывкара. 7 человек погибло.

В феврале 1966 года потерпел катастрофу самолёт, выполнявший рейс в Свердловск. На борту находились первый секретарь Коми обкома ВЛКСМ П.Ерахов и заведующий отделом пропаганды Коми обкома КПСС А.Пешкин. Пассажиры и экипаж погибли. 
2 июля 1986 года потерпел крушение самолёт Ту-134. Через 12 минут после взлета в наборе заданного эшелона на высоте 5600 м в кабине экипажа сработала сигнализация «Дым в заднем багажнике». Ещё через 4 минуты, находясь на высоте 6700 м на удалении 140 км от аэропорта Сыктывкар, экипаж доложил диспетчеру службы движения о возврате на аэродром Сыктывкар из-за пожара в заднем багажнике и приступил к экстренному снижению. Через 7 минут после этого экипаж сообщил об интенсивном задымлении пассажирского салона и о намерении выполнить вынужденную посадку на лес, где в это время высота нижней кромки облачности составляла порядка 200 м, видимость при дожде — 6 км. Ещё через 9 минут при посадке на лесной массив примерно в 75 км от Сыктывкара в районе н.п. Копса самолёт разрушился и полностью сгорел. Погибли 53 человека.
19 октября 1992 года в авиакатастрофе самолёта «Ан-28», выполнявшего рейс Тимшер — Усть-Нем — Сыктывкар под селом Усть-Нем погибло 15 человек.

### Угоны
28 августа 1947 года в Коми АССР был угнан самолёт С-2, выполнявший рейс Усть-Кулом — Керчомъя. Преступники убили пилота и улетели в Пермскую область, где были арестованы.
24 ноября 1994 года бывший воркутинский шахтёр В. Божко совершил угон самолёта Ту-134, выполнявший рейс Сыктывкар-Санкт-Петербург-Минск, чтобы направить его в Данию. Самолёт совершил посадку в Таллине, где террорист был задержан.